# Chowan Beach
Chowan Beach es un lugar designado por el censo ubicado en el condado de Chowan en el estado estadounidense de Carolina del Norte. En el Censo de 2020 tenía una población de 385 habitantes y una densidad poblacional de 754,90 habitantes por km². Fue incluido como CDP en el censo de 2020.

## Geografía
Chowan Beach se encuentra ubicado en las coordenadas 36°12′51″N 76°42′41″O / 36.21417, -76.71139. Según la Oficina del Censo de los Estados Unidos,  tiene una superficie total de 0,51 km², de la cual 0,41 km² corresponden a tierra firme y 0,10 km² a agua.